# Мужская сборная Испании по флорболу
Мужская национальная сборная Испании по флорболу — представляет Испанию на международных соревнованиях по флорболу. Управляющей организацией является Ассоциация флорбола Испании (исп. Asociación Española de Unihockey y Floorball, AEUF, Floorball España).

## Результаты выступлений

### Чемпионаты мира
| Год        | Победы         | Ничьи          | Поражения      | Место          |
| ---------- | -------------- | -------------- | -------------- | -------------- |
| 1996—2000  | не участвовали | не участвовали | не участвовали | не участвовали |
| 2002       | 1              | 0              | 4              | 22             |
| 2004—н. в. | не участвовали | не участвовали | не участвовали | не участвовали |

#### Чемпионаты мира (дивизион C)
| Год  | Победы | Ничьи | Поражения | Место |
| ---- | ------ | ----- | --------- | ----- |
| 2004 | 3      | 0     | 2         | 3     |
| 2006 | 4      | 0     | 1         | 2     |
| 2008 | 5      | 0     | 1         | 2     |